# Tverrnipa
Die Tvernipa (norwegisch für Querungsspitze) ist ein 2195 m hoher Berg im ostantarktischen Königin-Maud-Land. In der Sverdrupfjella ragt er am nördlichen Ende des Gebirgskamms Tverrveggen auf.
Erste Luftaufnahmen entstanden bei der Deutschen Antarktischen Expedition 1938/39 unter der Leitung des Polarforschers Alfred Ritscher. Norwegische Kartographen, die ihn auch benannten, kartierten ihn anhand von Vermessungen und Luftaufnahmen der Norwegisch-Britisch-Schwedischen Antarktisexpedition (1949–1952) sowie Luftaufnahmen aus den Jahren von 1958 bis 1959 der Dritten Norwegischen Antarktisexpedition (1956–1960).